# Lucile Browne
Pour les articles homonymes, voir Browne.

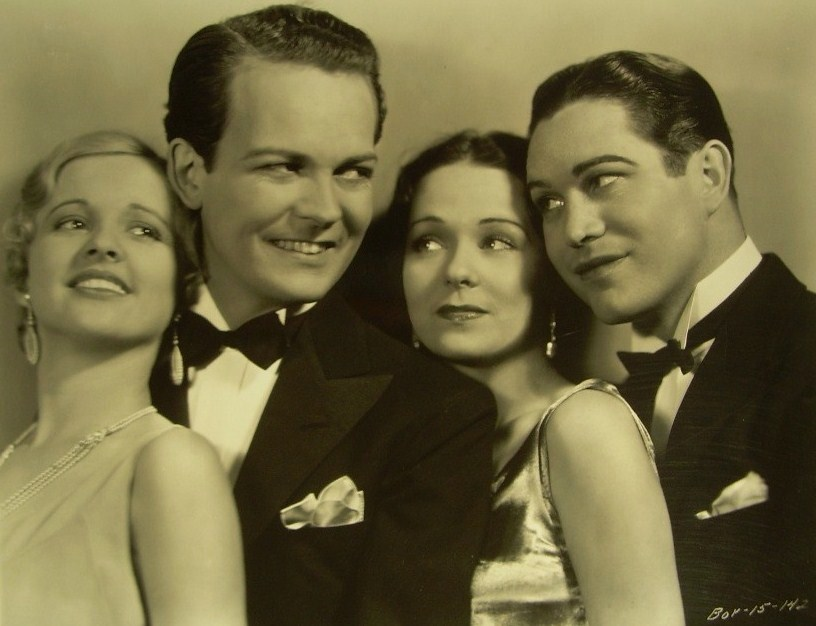
De g. à d. : Lucile Brown, Don Dillaway, Fifi D'Orsay et Terrance Ray, dans Young as You Feel (1931, photo promotionnelle)

Lucile Browne est une actrice américaine, née le 18 mars 1907 à Memphis (Tennessee), morte le 10 mai 1976 à Lexington (Virginie).
Elle est parfois créditée Lucille Browne ou Lucille Brown.

## Biographie
Après une prestation comme figurante dans Le Roi des rois (1927) de Cecil B. DeMille, Lucile Browne obtient un premier rôle dans The Last of the Duanes d'Alfred L. Werker, produit par la Fox et sorti en 1930, aux côtés de George O'Brien. Jusqu'en 1937, elle tourne principalement des films de série B, notamment des serials (dont Le Dernier des Mohicans de Ford Beebe et B. Reeves Eason, version de 1932, où elle personnifie Alice Munro) et des westerns.
Parmi ses autres films notables de cette première période, citons Fra Diavolo d'Hal Roach et Charley Rogers (1933, avec Laurel et Hardy), La Femme aux gardénias de John Cromwell (1933, avec Ann Harding et William Powell), ou encore Texas Terror et Rainbow Valley de Robert N. Bradbury (tous deux avec John Wayne, sortis en 1935).
Elle tient son ultime premier rôle dans le western Cheyenne Rides Again de Robert F. Hill, sorti en 1937. Par la suite et jusqu'à son retrait définitif en 1950 (après quarante-six films américains en tout), hormis deux courts métrages — respectivement en 1939 et 1947 —, Lucile Browne apparaît uniquement dans des petits rôles non crédités, tel celui d'une manucure dans Suzy... dis-moi oui (1950) d'Edward Buzzell, son avant-dernier film.
Mentionnons encore le serial The Airmail Mystery de Ray Taylor, une production Universal sortie en 1932, où elle partage la vedette avec James Flavin (dont c'est le premier film), qu'elle rencontre sur ce tournage et épouse la même année. Ils tournent cinq autres films ensemble dans les années 1930 (dont Le Secret magnifique de John M. Stahl, version de 1935, comme seconds rôles de caractère non crédités). Leur mariage prend fin à la mort de l'acteur survenue le 23 avril 1976, suivie dix-sept jours après par celle de l'actrice.

## Filmographie partielle
- 1927 : Le Roi des rois (The King of Kings) de Cecil B. DeMille (figurante)
- 1930 : Le Dernier des Duane (The Last of the Duanes) d'Alfred L. Werker
- 1930 : Soup to Nuts de Benjamin Stoloff
- 1931 : Danger Island de Ray Taylor (serial)
- 1931 : Girls About Town de George Cukor
- 1931 : Battling with Buffalo Bill de Ray Taylor (serial)
- 1931 : Young as You Feel de Frank Borzage
- 1932 : The Airmail Mystery de Ray Taylor (serial)
- 1932 : Cannonball Express de Wallace Fox
- 1932 : Le Dernier des Mohicans (The Last of the Mohicans) de Ford Beebe et B. Reeves Eason (serial)
- 1933 : La Femme aux gardénias (Double Harness) de John Cromwell
- 1933 : King of the Arena d'Alan James
- 1933 : The Mystery Squadron de Colbert Clark et David Howard (serial)
- 1933 : Parole Girl d'Edward F. Cline
- 1933 : Fra Diavolo (The Devil's Brother) d'Hal Roach et Charley Rogers
- 1933 : The Crimson Paradise de Robert F. Hill
- 1933 : Carioca (Flying Down to Rio) de Thornton Freeland
- 1934 : The Brand of Hate (en) de Lewis D. Collins
- 1934 : Le Démon noir (en) (Law of the Wild) de B. Reeves Eason et Armand Schaefer (serial)
- 1935 : Secrets of Chinatown de Fred C. Newmeyer
- 1935 : Texas Terror de Robert N. Bradbury
- 1935 : Western Frontier d'Albert Herman
- 1935 : Le Secret magnifique (Magnificent Obsession) de John M. Stahl
- 1935 : Le Chant du Far West (Tumbling Tumbleweeds) de Joseph Kane
- 1935 : Rainbow Valley de Robert N. Bradbury
- 1937 : Cheyenne Rides Again de Robert F. Hill
- 1937 : Rue sans issue (Dead End) de William Wyler
- 1938 : Amants (Sweethearts) de W. S. Van Dyke
- 1941 : Doctors Don't Tell de Jacques Tourneur
- 1942 : A Tragedy at Midnight de Joseph Santley
- 1944 : Étrange histoire (Once Upon a Time) d'Alexander Hall
- 1947 : Wife to Spare d'Edward Bernds (court métrage)
- 1950 : Suzy... dis-moi oui (A Woman of Distinction) d'Edward Buzzell
- 1950 : La Flamme qui s'éteint (No Sad Songs for Me) de Rudolph Maté